# Département de Huehuetenango
Huehuetenango est un des 22 départements du Guatemala. Sa capitale est la ville de Huehuetenango.
L'économie de la région est marquée par la culture du café,.
Les Maya Jacaltec et Mam vivent dans ce département.

## Municipalités
1. Aguacatán
2. Chiantla
3. Colotenango
4. Concepción Huista
5. Cuilco
6. Huehuetenango
7. Jacaltenango
8. La Democracia
9. La Libertad
10. Malacatancito
11. Nentón
12. San Antonio Huista
13. San Gaspar Ixchil
14. San Ildefonso Ixtahuacán
15. San Juan Atitán
16. San Juan Ixcoy
17. San Mateo Ixtatán
18. San Miguel Acatán
19. San Pedro Necta
20. Soloma
21. San Rafael La Independencia
22. San Rafael Petzal
23. San Sebastián Coatán
24. San Sebastián Huehuetenango
25. Santa Ana Huista
26. Santa Bárbara
27. Santa Cruz Barillas
28. Santa Eulalia
29. Santiago Chimaltenango
30. Tectitán
31. Todos Santos Cuchumatán

## Démographie
Au recensement de 2018, la population du département était de 1 170 669 habitants ; les projections pour 2024 l'estiment à 1 480 901 habitants.